# サーティーン (メガデスのアルバム)
『サーティーン』（原題：TH1RT3EN）は、アメリカ合衆国のスラッシュメタルバンド・メガデスが2011年に発表した13作目のスタジオ・アルバム。

## 背景
2010年、オリジナル・ベーシストのデイヴィッド・エレフソンがバンドに復帰した。エレフソンによれば、ジェイムズ・ロメンゾの脱退に伴いデイヴ・ムステインとエレフソンが電話で話し合って「俺達が何年も抱えていた確執や論争が氷解した」とのことである。
「ニュー・ワールド・オーダー」と「ミレニアム・オヴ・ザ・ブラインド」は、マーティ・フリードマンとニック・メンザが在籍していた時期に作られた曲で、アルバム『ユースアネイジア』（1994年）が2004年に再発された際、リマスターCDに当時の音源がボーナス・トラックとして追加収録されている。「ニュー・ワールド・オーダー」は1991年のアルバム『破滅へのカウントダウン』制作時にデモ録音された曲で、ショーン・ドローヴァーがこの曲の録音を強く推したことで再レコーディングされる運びとなった。また、「ミレニアム・オヴ・ザ・ブラインド」は1991年にデモ録音された曲にデイヴ・ムステインとジョニー・Kが手を加えて完成させた。
「サドゥン・デス」は、本作のリリースに先行して音楽ゲーム『Guitar Hero: Warriors of Rock』に提供された。また、「ネヴァー・デッド」はコンピュータゲーム『ネバーデッド』のために作られた曲である。

## 反響
アメリカのBillboard 200では11位に達し、『ビルボード』のハード・ロック・アルバム・チャートでは1位を獲得して、ロック・アルバム・チャートでは3位に達した。

## 収録曲
1. サドゥン・デス - Sudden Death - 5:07
  - 作詞・作曲：デイヴ・ムステイン
2. パブリック・エネミー・ナンバー・ワン - Public Enemy No. 1 - 4:15
  - 作詞・作曲：デイヴ・ムステイン、ジョニー・K
3. フーズ・ライフ（イズ・イット・エニウェイズ?） - Whose Life (Is It Anyways?) - 3:50
  - 作詞・作曲：デイヴ・ムステイン
4. ウィ・ザ・ピープル - We the People - 4:33
  - 作詞・作曲：デイヴ・ムステイン、ジョニー・K
5. ガンズ・ドラッグズ・アンド・マネー - Guns, Drugs, & Money - 4:19
  - 作詞・作曲：デイヴ・ムステイン、ジョニー・K
6. ネヴァー・デッド - Never Dead - 4:32
  - 作詞・作曲：デイヴ・ムステイン
7. ニュー・ワールド・オーダー - New World Order - 3:56
  - 作詞：デイヴ・ムステイン、ニック・メンザ／作曲：デイヴ・ムステイン、デイヴィッド・エレフソン、マーティ・フリードマン
8. ファスト・レーン - Fast Lane - 4:04
  - 作詞・作曲：デイヴ・ムステイン、ジョニー・K
9. ブラック・スワン - Black Swan - 4:10
  - 作詞・作曲：デイヴ・ムステイン
10. レッカー - Wrecker - 3:51
  - 作詞・作曲：デイヴ・ムステイン
11. ミレニアム・オヴ・ザ・ブラインド - Millennium of the Blind - 4:15
  - 作詞：デイヴ・ムステイン、ジョニー・K／作曲：デイヴ・ムステイン、マーティ・フリードマン、ジョニー・K
12. デッドリィ・ナイトシェイド - Deadly Nightshade - 4:55
  - 作詞：作曲：デイヴ・ムステイン
13. サーティーン - 13 - 5:54
  - 作詞・作曲：デイヴ・ムステイン、ジョニー・K

### 日本盤ボーナス・トラック
1. パブリック・エネミー・ナンバー・ワン（ライヴ） - Public Enemy No.1 (Live) - 4:10
  - 作詞・作曲：デイヴ・ムステイン、ジョニー・K

## 参加ミュージシャン
- デイヴ・ムステイン - ボーカル、リードギター、リズムギター、アコースティック・ギター
- クリス・ブロデリック - リードギター、リズムギター、アコースティック・ギター、バッキング・ボーカル
- デイヴィッド・エレフソン - ベース、バッキング・ボーカル
- ショーン・ドローヴァー - ドラムス、パーカッション、バッキング・ボーカル

ゲスト・ミュージシャン
- クリス・ロドリゲス - バッキング・ボーカル